# اسپال

عکاسی با سرعت بسیار بالا از یک پرتابه کوچک که به یک صفحه آلومینیومی نازک با سرعت ۷۰۰۰ متر بر ثانیه برخورد می‌کند. این ضربه باعث متلاشی شدن گلوله می‌شود و تعداد زیادی از خرده‌های کوچک را از آلومینیوم تولید می‌کند. این پدیده می‌تواند بدون نفوذ به صفحه رخ دهد.

اسپال پوسته‌هایی از ماده است که از یک بدنه جامد بزرگتر شکسته شده و می‌تواند توسط مکانیسم‌های مختلفی تولید شود، از جمله در نتیجه برخورد پرتابه خوردگی، فرسایش در اثر هوا، کاویتاسیون یا فشار غلتکی بیش از حد (مانند یک بلبرینگ). Spalling و Spallation هر دو روند خرابی سطحی را که در آن Spall پوسته پوسته می‌شود، توصیف می‌کنند.
اصطلاحات spall , spalling و spallation توسط فیزیکدانان ذرات اتخاذ شده‌است. در ابزارهای پراکندن نوترون، با بمباران کردن هدف اورانیوم با جریان اتمها، نوترون حاصل می‌شود. نوترونهایی که از هدف خارج می‌شوند، به عنوان spall شناخته می‌شوند.

## اسپال مکانیکی
اسپال مکانیکی در نقاط تماس با تنش زیاد اتفاق می‌افتد، به عنوان مثال، در یک بلبرینگ.
اسپال در جایی اتفاق میفتد که بیش‌ترین تنش برشی وجود داشته باشد و نه لزوماً در سطح بلکه دقیقاً در زیر آن باعث برش می‌شود.
یکی از ساده‌ترین اشکال اسپال مکانیکی، برخورد صفحات است که در آن دو موج فشرده سازی بر روی سطح آزاد صفحات منعکس می‌شوند و سپس برهم کنش می‌کنند و منطقه ای با تنش کششی بالا را در داخل یکی از صفحات ایجاد می‌کنند.
این فرایند همچنین می‌تواند به عنوان یک اثر کاویتاسیون اتفاق بیفتد، جایی که مایعات تحت فشارهای موضعی کم قرار می‌گیرند که باعث تشکیل حباب‌های بخار می‌شوند، به‌طور معمول در پمپ‌ها، توربین‌های آب، پروانه‌های کشتی و حتی لوله‌کشی تحت برخی شرایط. هنگامی که چنین حباب‌هایی فرو می‌ریزند، فشار زیاد موضعی می‌تواند باعث روی هم آمدن سطوح مجاور بشود.

### جنگ ضد تانک

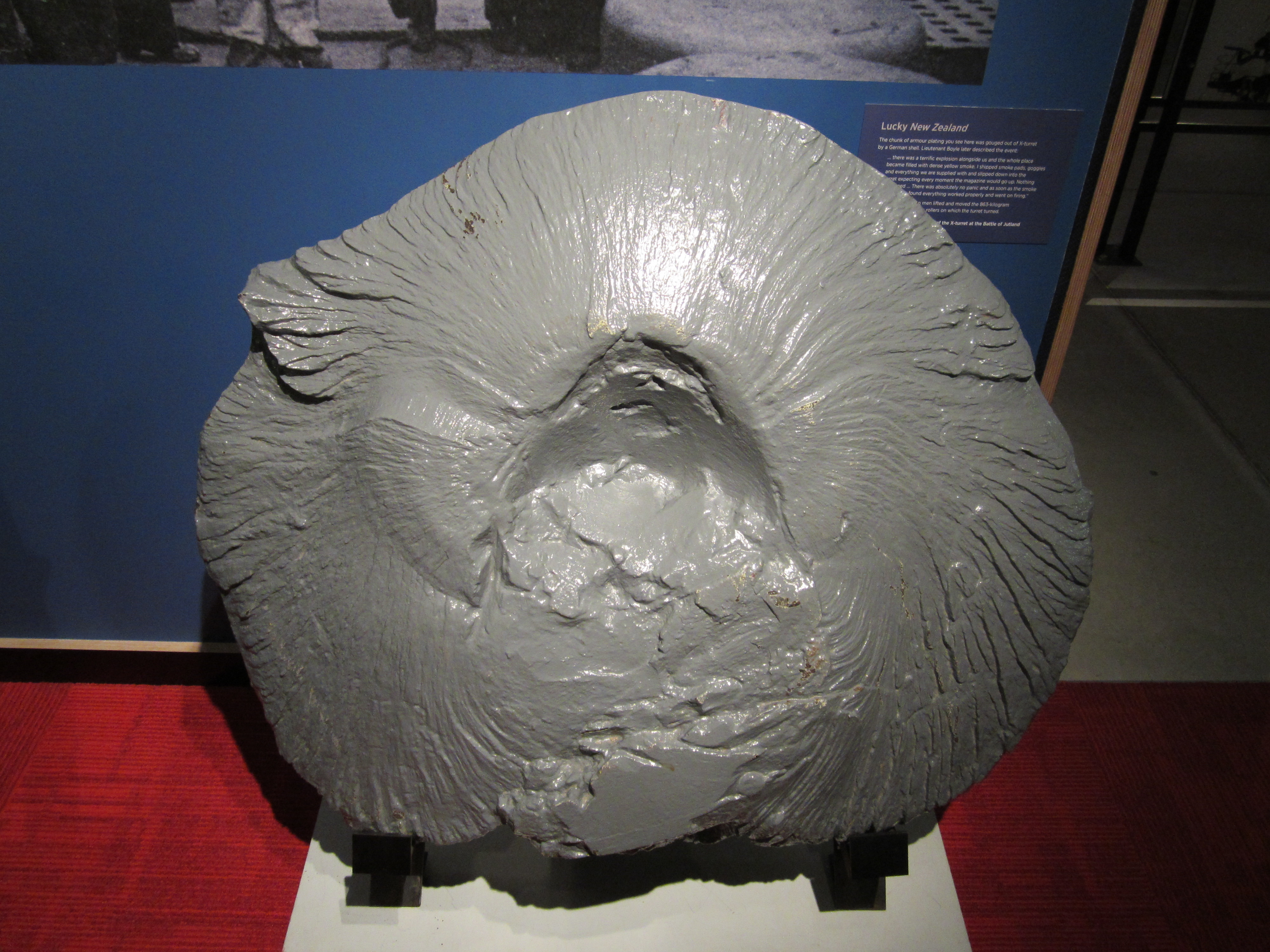
زرهی از برجک X ' کشتی HMS نیوزیلند از نبرد Jutland
برای نمایش در موزه
نیروی دریایی Torpedo Bay در اوکلند. عنوان: "
تکه ای از زره پوش که در اینجا می‌بینید توسط یک گلوله آلمانی از برجک X خارج شده‌است. "

در جنگ‌های ضد تانک، پوسته پوسته شدن از طریق فشار مکانیکی یک اثر در نظر گرفته شده از گلوله‌های انفجاری ضد تانک سر اسکواش (HESH) و بسیاری از مهمات دیگر است که ممکن است به اندازه کافی قدرت نداشته باشد تا زره هدف را سوراخ کند. کلاهک نسبتاً نرم، حاوی یا ساخته شده از مواد منفجره پلاستیکی، در برابر زره پوشیده شده بر روی تانک‌ها و سایر خودروهای زرهی جنگنده (AFV)
پهن شده و منفجر می‌شود و یک موج ضربه ایجاد می‌کند که به عنوان یک موج فشرده سازی از طریق زره پوش عبور می‌کند و به عنوان شکستن موج کششی (شکست کششی / شکست کرنش) فلز داخل آن در سطح آزاد منعکس می‌شود.
فرایند اسپال حاصل برای خدمه و تجهیزات خطرناک است و ممکن است منجر به از کارافتادگی جزئی یا کامل یک وسیله نقلیه یا خدمه آن شود. بسیاری از خودروهای زرهی جنگنده برای محافظت از زره پوش خود به آستر اسپال مجهز هستند.
یک نفوذ کننده انرژی جنبشی، اگر بتواند زره را شکست دهد، به‌طور کلی باعث ایجاد اسپال در هدف نیز می‌شود که به تخریب یا از کار انداختن وسیله نقلیه و خدمه آن کمک می‌کند.

## اسپال درهوازدگیمکانیکی

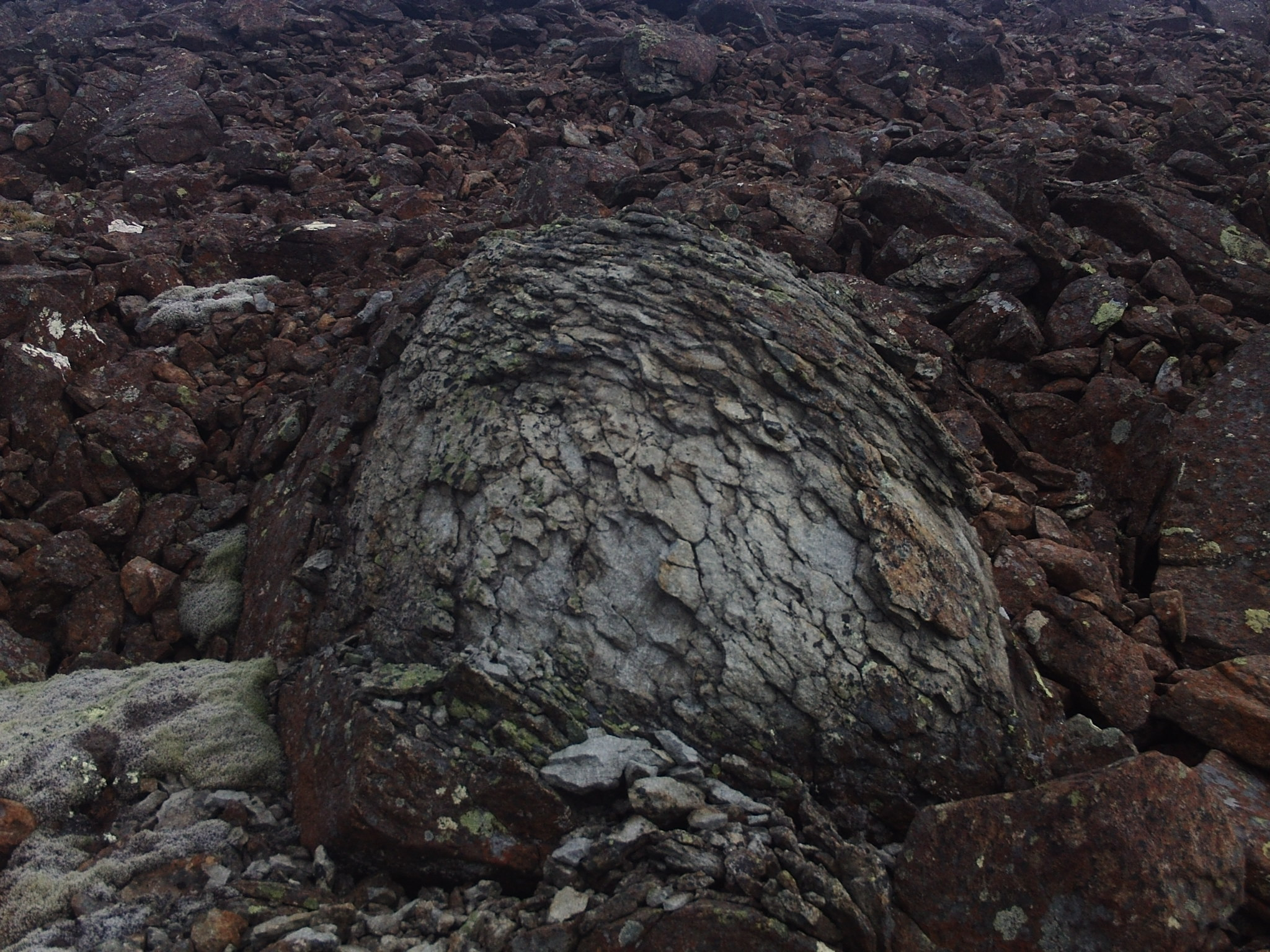
پوست انداختن (Desquamation) تخته سنگ دونیت

لایه لایه شدن از مکانیسم‌های متداول فرسایش سنگ است و در سطح سنگ زمانی اتفاق می‌افتد که تنش‌های برشی زیادی در زیر سطح وجود داشته باشد. این شکل از هوازدگی مکانیکی می‌تواند در اثر یخ زدگی و ذوب شدن، تخلیه، انبساط حرارتی و انقباض یا رسوب نمک ایجاد شود.

### تخلیه
تخلیه آزادشدن فشار ناشی از حذف بار اضافی می‌باشد. وقتی فشار به سرعت کاهش می‌یابد، انبساط سریع سنگ باعث تنش سطحی شدید و لایه لایه شدن می‌شود.

### هوازدگی با انجماد و ذوب
این نوع فرسایش در اثر یخ زدگی رطوبت در داخل شکاف‌های سنگ ایجاد می‌شود. با یخ زدن، حجم آن منبسط می‌شود و باعث ایجاد نیروهای بزرگی شده که به سبب آن پوشش سنگ ترک می‌خورد و سطح خارجی را از بین می‌برد. هر چه قدر که این چرخه تکرار می‌شود. سطح خارجی به‌طور مکرر دچار لایه لایه شدن در اثر فرسایش می‌شود.
برخی از سطوح سنگی و سنگ‌تراشی که به عنوان سطح ساختمان استفاده می‌شوند، از سطح خود رطوبت را جذب می‌کنند. اگر این سطوح در معرض شرایط یخ زدگی شدید قرار گیرد، به دلیل انبساط آب، سطح ممکن است پوسته پوسته شود. در صورت وجود ورودی آب در لبه‌ها، این اثر در سطوح سفال‌ها (حتی در صورت لعاب کاری شدن) نیز دیده می‌شود.

### لایه برداری

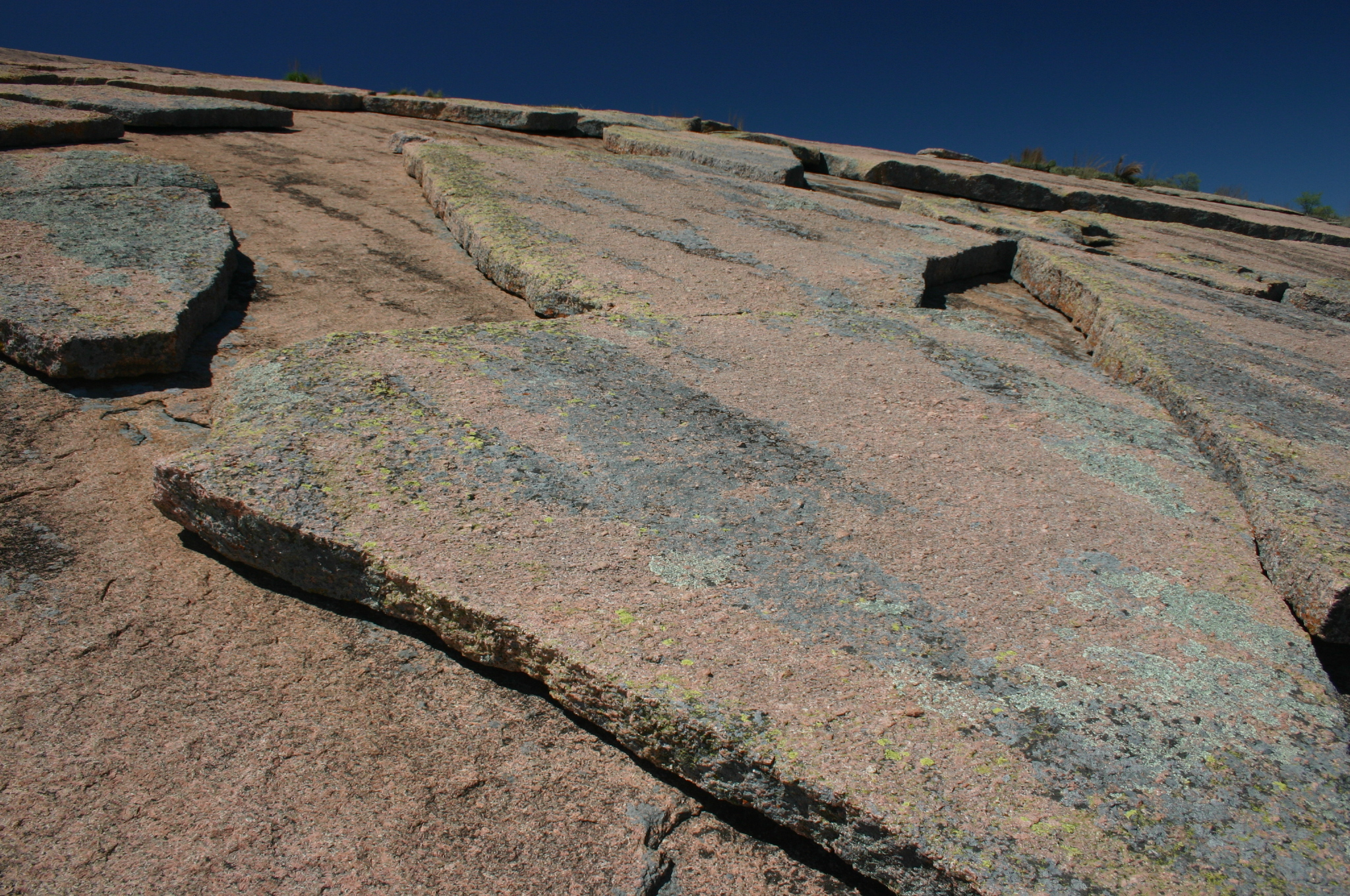
لایه برداری گنبدی گرانیت

لایه برداری (یا هوازدگی پوست پیاز) به جا گذاشتن تدریجی خاصیت لایه لایه شدن در اثر افزایش و کاهش چرخه ای درجه حرارت لایه‌های سطحی سنگ است. سنگ‌ها گرما را به خوبی هدایت نمی‌کنند، بنابراین هنگامی که در معرض گرمای شدید قرار می‌گیرند، خارجی‌ترین لایه بسیار گرمتر از لایه‌های زیر آن می‌شود و باعث انبساط‌های حرارتی متفاوتی می‌شود. این انبساط‌ها باعث ایجاد تنش برشی زیر سطح می‌شود و به نوبه خود باعث لایه لایه شدن می‌شود. تغییر درجه حرارت شدید، مانند آتش‌سوزی در جنگل، همچنین می‌تواند باعث لایه لایه شدن سنگ‌ها شود. این مکانیسم هوازدگی باعث می‌شود که سطح خارجی سنگ به صورت قطعات نازک ورق یا پوسته ریخته شود، از این رو نام لایه برداری یا هوازدگی پوست پیاز را به آن نسبت می‌دهند.

### اسپال نمک
اسپال نمک نوع خاصی از هوازدگی است که در مصالح ساختمانی متخلخل مانند آجر، سنگ طبیعی، کاشی و بتن رخ می‌دهد. نمک محلول از طریق مواد موجود در آب منتقل می‌شود و با تبخیر آب در داخل ماده در نزدیکی سطح متبلور می‌شود. همان‌طور که بلورهای نمک منبسط می‌شوند، تنش‌های برشی جمع می‌شوند که باعث به جا ماندن لایه لایه شدگی در سطح می‌شوند.
بعضی از مهندسین معتقدند که با استفاده از بهبود خواص توسط مواد صاف کننده نفوذی که آب گریز (دافع آب) هستند، می‌توان از مصالح ساختمانی متخلخل در برابر لایه لایه شدن با نمک محافظت کرد و به اندازه کافی نفوذ خواهند کرد تا آب با نمک‌های محلول را از سطح دور نگه دارد. با این وجود، باید اطمینان حاصل شود که هر پوشش از نظر توانایی تنفس (توانایی آزاد کرن بخارات از داخل قطعه ضمن جلوگیری از نفوذ آب) با لایه سطحی سازگار است، در غیر این صورت مشکلات جدی تری ایجاد می‌شود.
دودکش‌ها به دلیل اینکه بیشتر در معرض عناصر قرار دارند قبل از بخشهای دیگر ساختمان خسارتهای مهمی نشان می‌دهند.

## خوردگی
در خوردگی، لایه لایه شدن هنگامی اتفاق می‌افتد که یک ماده (فلز یا بتن) با پیشرفت واکنش خوردگی، ذرات ریز محصولات خوردگی را بیفشاند. اگرچه این مواد محلول یا نفوذ پذیر نیستند، اما این محصولات خوردگی به سطح ماده اصلی نمی‌چسبند و مانعی در برابر خوردگی بیشتر ایجاد می‌کنند، همان‌طور که در غیرفعال‌سازی(passivaation) اتفاق می‌افتد. پاشش در نتیجه تغییر حجم بسیار در طی واکنش اتفاق می‌افتد.
در مورد فلزات اکتینید (به ویژه اورانیوم ضعیف شده مورد استفاده در برخی از انواع مهمات)، مواد در اثر قرار گرفتن در معرض هوا چنان منبسط می‌شوند که یک لایه نازک اکسید به سختی از سطح خارج می‌شود. یک شاخه اورانیوم فلزی که به آهستگی اکسید می‌شود، گاهی اوقات می‌تواند شبیه پیازی باشد که تحت لایه برداری قرار گرفته‌است. خطر اصلی با این حال از ذات آتش زا فلزات آکتینید ناشی می‌شود شود که وقتی سطح خاص آنها زیاد باشد می‌توانند به‌طور خود به خودی آتش بگیرند. این خاصیت، همراه با سمیت ذاتی و (تا حدودی به میزان کم) رادیواکتیویته این عناصر ، کنترل آنها را به شکل فلزی در هوا خطرناک می‌کند؛ بنابراین، آنها اغلب تحت جو بی اثر (نیتروژن یا آرگون) درون جعبه دستکش (glove box) بی هوازی اداره می‌شوند.
از آنجا که خوردگی پدیده‌ای تخریبی است، هزینه‌هایی در پی دارد. این هزینه‌ها در دو دسته مستقیم و غیر مستقم (پیامدهای مستقیم) هستند که دسته دوم بسیار بیشتر از نخستین است. در آمریکا در سال هزینه سالانه خوردگی چیزی پیرامون ۱/۳٪ تولید ناخالص داخلی (۲۷۷ میلیارد دلار در سال 1998])

## اسپال در بتن نسوز
دو محرک برای اسپال بتن وجود دارد: کرنش حرارتی ناشی از گرم شدن سریع و فشارهای داخلی ناشی از حذف آب. توانایی پیش‌بینی نتایج مختلف گرمایش بر روی تنش‌های گرمایی و فشار داخلی در هنگام حذف آب برای صنعت و سایر سازه‌های بتنی از اهمیت ویژه ای برخوردار است.
وقایع انفجاری بتن نسوز می‌تواند منجر به مشکلات جدی شود. در صورت وقوع لایه لایه شدگی انفجاری، پرتابه‌هایی با جرم معقول (۱ تا ۱۰ کیلوگرم) می‌توانند با شدت بیش از چند متر رانش کنند، که این امر دارای پیامدهای ایمنی خواهد بود و ساختار نسوز را برای سرویس نامناسب می‌کند. پس از آن نیاز به تعمیرات و در نتیجه هزینه‌های قابل توجه صنعت خواهد بود.